# Sergei Pawlowitsch Roldugin

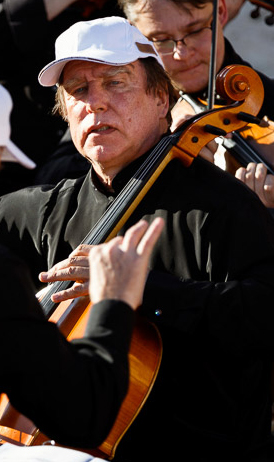
Sergei Roldugin in Palmyra 2016

Sergei Pawlowitsch Roldugin (russisch Сергей Павлович Ролдугин; * 28. September 1951 auf Sachalin) ist ein russischer Cellist, sowie ein Rüstungs- und Medienunternehmer mit engen Verbindungen zu Wladimir Putin. Er ist Eigentümer von mindestens fünf Offshore-Unternehmen und hat sein Vermögen bei der Bank Rossija (von der Union mit Sanktionen belegt). Den Ermittlungen des Internationalen Gerichtshofs zufolge ist Sergei Roldugin verantwortlich für die Verschiebung von mindestens zwei Mrd. USD über Banken und Offshore-Unternehmen, die Teil von Putins verstecktem Finanznetz sind. Darüber hinaus war er an der „Troika-Waschanlage“ beteiligt, hat Milliarden USD durch dieses System geschleust und daraus über 69 Mio. USD erhalten (siehe Russischer Waschsalon).

## Leben
Roldugin besuchte die Emīls-Dārziņš-Musikschule in Riga (Abschluss 1970) und anschließend das Leningrader Konservatorium.
In den 1970ern diente er in Leningrad in der sowjetischen Armee und lernte hierbei über seinen Bruder den späteren russischen Präsidenten Wladimir Putin kennen. Roldugin ist der Taufpate von Putins 1985 geborener Tochter; er wird oftmals als enger Freund des Präsidenten bezeichnet.
1984 wurde er Mitglied des Orchesters im Mariinsky-Theater, wo er schnell Cello-Solist wurde. Roldugin ist als Cellist und Dirigent sowohl in Russland als auch international tätig. 2009 trat er als Cellist beim Dresdner Opernball im Begleitprogramm auf.
Von 2003 bis 2004 war Roldugin am St. Petersburger Konservatorium als Rektor tätig, erachtete sich selbst aber als administrativ und bürokratisch unbegabt.
2006 wurde Roldugin künstlerischer Leiter des auf seine Initiative gegründeten Haus der Musik in St. Petersburg.
In seinen jungen Jahren war er für eine kurze Zeit mit Irina Nikitina verheiratet. Seitdem ist er seit vielen Jahren mit seiner aktuellen Lebensgefährtin, Elena Mirtowa, verheiratet. Er wohnt in Sankt Petersburg. Roldugin wurde 2005 für seine besonderen Verdienste im Bereich der Darstellenden Kunst die Auszeichnung Volkskünstler Russlands verliehen und mit dem Orden der Ehre ausgezeichnet.
Am 28. Februar 2022 setzte die Europäische Union ihn im Zusammenhang mit dem Überfall Russlands auf die Ukraine 2022 auf die schwarze Liste und ließ den in der EU befindlichen Teil seines Vermögens einfrieren.

## Panama Papers
Im April 2016 wurden im Zuge der Veröffentlichung der Panama Papers unternehmerische Tätigkeiten Roldugins bekannt. Dabei geht es um ein Unternehmensnetzwerk, in dem Roldugin große Rüstungs- und Medienunternehmen in Russland kontrollierte und über das rund zwei Milliarden US-Dollar flossen. Allgemein wird angenommen, dass es sich um Gelder Wladimir Putins handelt.

## Auszeichnungen
- 1980: Prager Internationaler Frühlingswettbewerb Cello (3. Preis)
- 2005: Volkskünstler Russlands
- 2011: Orden der Ehre (Russland)
- 2016: Alexander-Newski-Orden
- 2017: Dostyk-Orden

Quelle: